# Дом културе општине Бачка Топола
Дом културе општине Бачка Топола, као носилац културних збивања у општини, основан је 1991. године од стране Скупштине општине Бачка Топола. У претходном периоду, тј. од краја 1970-тих година све до 1991. године организатор културних збивања на територији општине био је Центар за културу, образовање и информисање.
У оквиру Дома културе ради Завичајна кућа, Коларско-ковачка радионица, Завичајни архив и Уметничка колонија.

## Делатност
У склопу Дома културе је позоришна сала са 240 седишта и биоскопска сала која броји 223 седишта. Дом културе организује гостовања позоришних представа као и музичких концерата за децу и за одрасле на српском и на мађарском језику. Сваке године је домаћин општинским смотрама хорова, фолклора и оркестара као за децу тако и за одрасле. У својој редовној делатности, Дом културе се бави и приказивањем биоскопских филмова из редовног дистрибутерског репертоара – новије производње али понекад приказујемо и филмска остварења трајне и непролазне вредности-филмове из 1970-их, 1980-их и из 1990-их година. У саставу установе је и изложбена сала у којој се одржавају и изложбе академских сликара, сликара аматера, етно удружења, семинари и округли столови.
Дом културе је и организатор традиционалног дечијег дана, иницијатор као и главни организатор „Бачкопаланачког фестивала меда” који је први пут одржан 16. септембра 2006. године у оквиру манифестације „Дани Бачке Тополе”.